# Lartigue (Gironda)
Lartigue è un comune francese di 56 abitanti situato nel dipartimento della Gironda nella regione della Nuova Aquitania.

## Società

### Evoluzione demografica
Abitanti censiti